# NGC 5730
NGC 5730 é uma galáxia irregular (Im) localizada na direcção da constelação de Boötes. Possui uma declinação de +42° 44' 33" e uma ascensão recta de 14 horas, 39 minutos e 52,1 segundos.
A galáxia NGC 5730 foi descoberta em 9 de Abril de 1787 por William Herschel.